# BVG J
BVG J는 베를린 지하철에 도입될 예정인 대형 규격용 철도 차량이다. 소형 규격용 BVG JK와 기술적으로 유사하다. 2022년 가을에 시제차가 반입될 예정이었으나 2023년으로 연기되었다.

## 도입
2002년 BVG H 차량이 도입된 후 베를린의 재정적인 문제로 인하여 대형 규격 차량의 발주는 더 이상 진행되지 않았다. 반면 소형 규격 차량은 2007년까지 BVG HK, 2015년부터는 BVG IK 차량이 제작되었다. 2010년대 중반이 되면서 베를린 지하철의 평균 차령이 노후화되기 시작했고, 대형 규격 차량은 평균 26년, 소형 규격 차량은 평균 28년, 이 중에는 1964년에 생산된 차량도 있었다. 2015년부터 도입된 IK형 차량 중 일부를 개조를 거쳐서 대형 규격 노선에 투입했다. 지하철 승객 수 증가와 차령 노후화로 인하여 2016년에 소형 및 대형 규격용 지하철 신차 도입이 계획되었다. 입찰 과정은 BVG JK 차량과 동시에 진행되었고, 대형 규격 차량은 최대 1060량 제작이 예정되었다.
BVG는 슈타들러 레일과 1차분 376량 구매 계약을 체결했다. 슈타들러 팡코 공장에서 제작되어 2022년까지 반입될 예정이었다. 원래 계획은 2022년 가을까지 J형 및 JK형 총 12량 시제차를 제작하여 시험 운행을 시작할 예정이었으나, 공급 부족으로 인하여 2023년 봄으로 연기되었다. 형식승인 이후 양산차는 2023년 말/2024년 초부터 제작될 예정이다. 2025년 말까지 JK형 140량, J형 236량이 제작될 예정이다. 2021년 6월에 독일 기술박물관에 JK형의 선두차 목업이 전시되었으며, J형과 유사한 실내 공간 배치를 사용한다.
슈타들러 측에서는 향후 32년간 부품 공급을 보장했다. 계약 최소 수량은 J형과 JK형을 합쳐서 총 606량이다. 베를린시와 BVG는 J형 756량, JK형 262량 도입을 위한 재정 협약을 체결했다. J형 차량은 2030년까지 반입될 예정이다. 2033년까지 J형 차량 추가 304량 구매, 2035년까지 JK형 차량 추가 178량 구매 옵션이 포함되어 있다.

## 차량
J형 차량은 2량과 4량 편성으로 제작되며, 편성 내 차량간 별도의 통로문이 없다. 각 편성 끝에는 운전대가 장착되어 있다. 2량, 4량, 6량 편성으로 운행할 수 있다. 유지보수 체계를 간략화하기 위해서 JK형 차량과 동일한 부품이 다수 사용되었다.
차체는 알루미늄으로 제작되었으며, 폭 1300 mm 출입문이 양쪽에 3개씩 장착된다. 출입문 사이에는 창문이 1매씩 장착되며, 창문과 옆쪽으로 승객 안내 시스템이 장착된다. 차량 전동기는 오스트리아 비너 노이도르프 소재 Traktionssysteme Austria(TSA)에서 제작된다.